# Valcabrère
Valcabrère ist eine Gemeinde im Département Haute-Garonne der Region Okzitanien im Südwesten Frankreichs. Die Einwohner werden Valcabrérois genannt.
Der Ort mit 150 Einwohnern (Stand 1. Januar 2022) liegt an der Garonne, am Fuß der Pyrenäen.

## Bevölkerungsentwicklung
| Jahr                       | 1962 | 1968 | 1975 | 1982 | 1990 | 1999 | 2006 | 2017 | 2019 |
| Einwohner                  | 129  | 105  | 95   | 120  | 130  | 139  | 156  | 143  | 142  |
| Quellen: Cassini und INSEE |      |      |      |      |      |      |      |      |      |

## Sehenswürdigkeiten

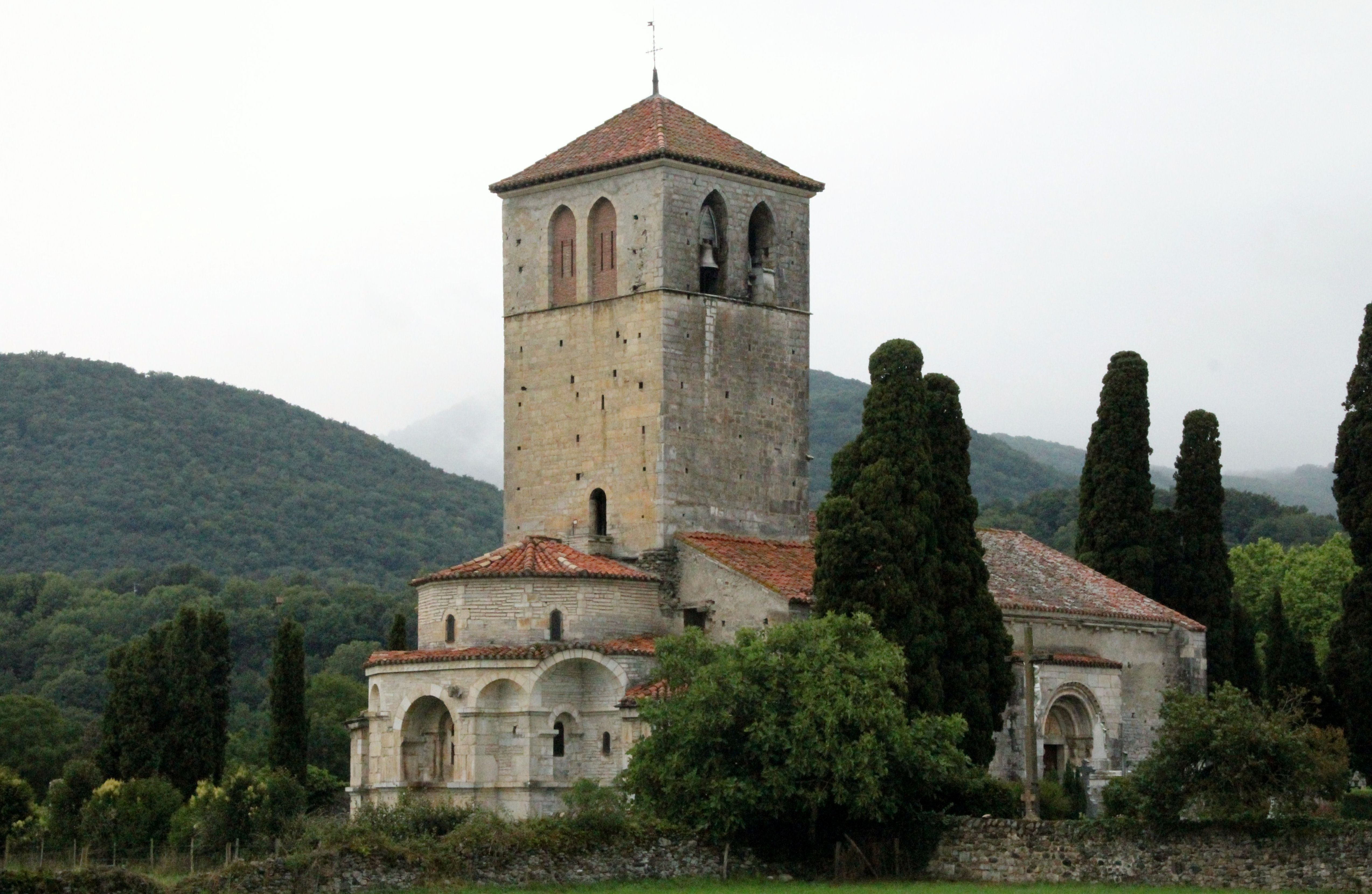
Basilika Saint-Just-de-Valcabrère

Etwa einen Kilometer südlich der Gemeinde liegt die aus dem 12. Jahrhundert stammende Basilika Saint-Just-de-Valcabrère.

## Persönlichkeiten
Der Radprofi Emilien-Benoît Bergès wurde 1983 in Valcabrère geboren.